# ГЕС Женісья
ГЕС Женісья (фр. barrage-usine de Genissiat) — гідроелектростанція на південному сході Франції. Є найпотужнішою станцією в каскаді на річці Рона, знаходячись між ГЕС Шансі-Пуні (вище по течії, на нейтральній території між Швейцарією та Францією) та ГЕС Сейсель.
Спорудження станції розпочалось у 1937 році, проте під час Другої Світової війни велось дуже повільно. З 1945 року відновились активні будівельні роботи, що дозволило за два роки завершити греблю. Після накопичення достатньої кількості води у 1948 році електростанцію ввели в експлуатацію.
Річка перекрита бетонною гравітаційною греблею висотою 104 метри, довжиною 165 метрів, шириною від 9 (по гребеню) до 57 метрів. Вона утримує витягнуте по долині річки водосховище з об'ємом 56 млн м3.
Машинний зал, розташований біля підніжжя греблі, обладнано шістьма турбінами типу Френсіс потужністю по 70 МВт, які працюють при напорі у 67 метрів (найбільший у каскаді, найближчий показник у станції Боллен — лише 22,5 метра). Це дозволяє виробляти понад 1,6 млрд кВт·год електроенергії на рік.
На станції знаходиться диспетчерський центр, з якого здійснюється управління іншими ГЕС на верхній Роні.